# Liste der Stolpersteine in Solingen

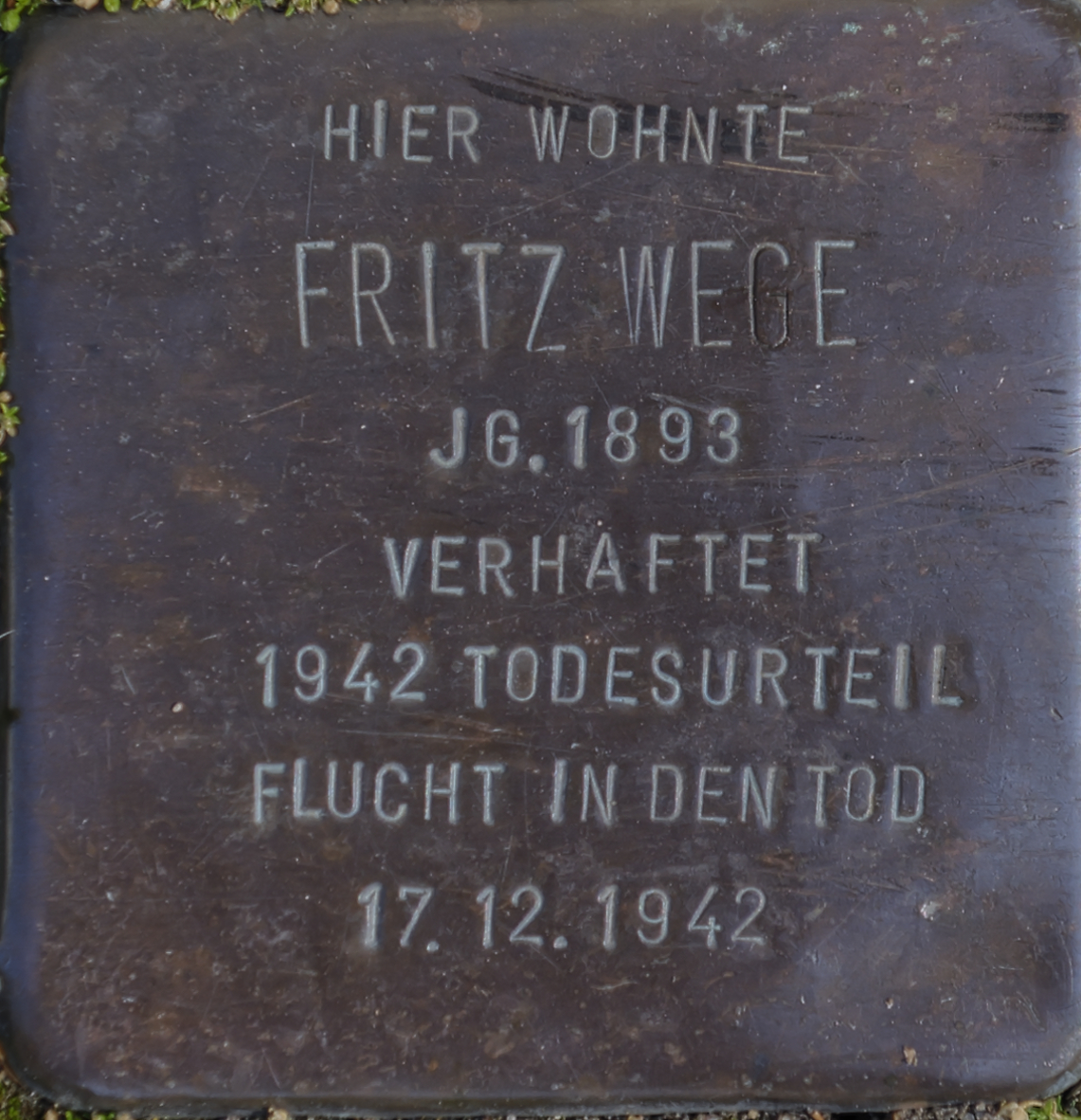
Der erste Stolperstein in Solingen

Die Liste der Stolpersteine in Solingen enthält Stolpersteine, die im Rahmen des gleichnamigen Kunst-Projekts von Gunter Demnig in Solingen seit dem 28. Mai 2004 verlegt wurden. Mit ihnen soll an Opfer des Nationalsozialismus erinnert werden, die in Solingen lebten und wirkten. Unterstützt wird diese Aktion durch den Unterstützerkreis Stolpersteine für Solingen.

## Die Listen im Überblick
Die Liste der Stolpersteine in Solingen wurde wegen ihrer Größe in die einzelnen Stadtteile aufgeteilt:
- Liste der Stolpersteine in Solingen-Mitte
- Liste der Stolpersteine in Solingen-Dorp
- Liste der Stolpersteine in Solingen-Gräfrath
- Liste der Stolpersteine in Solingen-Höhscheid
- Liste der Stolpersteine in Solingen-Krahenhöhe
- Liste der Stolpersteine in Solingen-Ohligs/Merscheid/Aufderhöhe
- Liste der Stolpersteine in Solingen-Wald

Unterhalb der Listen befindet sich die Legende für die Begründung der Verfolgung. Insgesamt wurden 132 Stolpersteine verlegt.
Die letzte Verlegung fand am 24. Januar 2025 statt.